# Earophila rectifasciaria
Earophila rectifasciaria là một loài bướm đêm trong họ Geometridae.